# Gibraltar National League 2019/2020
Gibraltar National League 2019/2020 var den 1:a säsongen av den nya National League och den 121:a säsongen av högstaligan i fotboll i Gibraltar. 
Den 1 augusti 2019 var det bekräftat att ligan skulle innehålla 16 lag. Elva dagar senare avslöjade GFA att två lag (Gibraltar Phoenix och Gibraltar United) dragit sig ur och att ligan hade nu minskats till 14 lag. Den 13 augusti 2019 sjönk det numret till 13 lag när Leo drog sig ur. Den 11 september 2019, när ligan hade startats, uteslöts Olympique 13 då man övergav två raka ligamatcher.
På grund av coronaviruspandemin avbröts ligan i förtid och ingen mästare utsågs, däremot avgjorde placeringarna fortfarande vem som kvalificerade sig för Champions League respektive Europa League.

## Laginformation
| Lag              | Tränare              | Lagkapten                      | Placering 2018/2019 |
| ---------------- | -------------------- | ------------------------------ | ------------------- |
| Boca Gibraltar   | Craig Cowell         | Julio Bado                     | 10                  |
| Bruno's Magpies  | Juan Maria Sánchez   | Brian Perez                    | 1 (SD)              |
| College 1975     | Ángel Espinosa       | Nazim Hughes                   | 5 (SD)              |
| Europa           | Rafa Escobar         | Liam Walker                    | 2                   |
| Europa Point     | Ian Hendon           | Antony Moulds                  | 2 (SD)              |
| Glacis United    | Michele Di Piedi     | Michele Di Piedi               | 8                   |
| Lincoln Red Imps | Germán Crespo        | Roy Chipolina                  | 1                   |
| Lions Gibraltar  | Albert Ferri         | Alberto Caravaca               | 9                   |
| Lynx             | Albert Parody        | Mohamed Badr                   | 7                   |
| Manchester 62    | David Wilson         | Robert Montovio                | 4 (SD)              |
| Mons Calpe       | Luis Manuel Blanco   | Kivan Castle                   | 4                   |
| St Joseph's      | Raúl Procopio Baizán | Salvador Manuel Alegre Delgado | 3                   |

## Grundserien

### Poängtabell
| Nr | Lag                   | S  | V  | O | F  | GM | IM | MS  | P  |
| -- | --------------------- | -- | -- | - | -- | -- | -- | --- | -- |
| 1  | Europa                | 11 | 10 | 1 | 0  | 58 | 8  | +50 | 31 |
| 2  | St Joseph's           | 11 | 9  | 2 | 0  | 43 | 5  | +38 | 29 |
| 3  | Lincoln Red Imps (RM) | 11 | 9  | 0 | 2  | 48 | 9  | +39 | 27 |
| 4  | Lynx                  | 11 | 7  | 2 | 2  | 28 | 11 | +17 | 23 |
| 5  | Bruno's Magpies (U)   | 11 | 6  | 0 | 5  | 22 | 21 | +1  | 18 |
| 6  | Lions Gibraltar       | 11 | 4  | 3 | 4  | 22 | 25 | −3  | 15 |
| 7  | Mons Calpe            | 11 | 4  | 2 | 5  | 24 | 27 | −3  | 14 |
| 8  | Manchester 62 (U)     | 11 | 3  | 1 | 7  | 10 | 29 | −19 | 10 |
| 9  | Boca Gibraltar        | 11 | 2  | 3 | 6  | 16 | 29 | −13 | 9  |
| 10 | Europa Point (U)      | 11 | 2  | 2 | 7  | 12 | 25 | −13 | 8  |
| 11 | Glacis United         | 11 | 2  | 0 | 9  | 15 | 47 | −32 | 6  |
| 12 | College 1975          | 11 | 0  | 0 | 11 | 5  | 67 | −62 | 0  |
| 13 | Olympique 13          | 0  | 0  | 0 | 0  | 0  | 0  | 0   | 0  |

### Resultattabell
| Hemma \ Borta    | BOC | BRU | COL | EUR  | EPO | GLA | LRI | LGI | LYN | MAN | MON | STJ |
| Boca Gibraltar   | —   | 1–2 | —   | —    | 1–1 | —   | 1–8 | —   | 1–3 | —   | 1–1 | —   |
| Bruno's Magpies  | —   | —   | —   | 0–6  | —   | —   | 0–3 | 2–0 | —   | —   | 1–3 | 0–3 |
| College 1975     | 0–4 | 1–3 | —   | 0–12 | —   | —   | —   | 1–6 | —   | 0–3 | 1–9 | —   |
| Europa           | 6–1 | —   | —   | —    | 1–0 | 6–2 | 4–1 | —   | 2–0 | —   | —   | 2–2 |
| Europa Point     | —   | 2–3 | 6–1 | —    | —   | 0–3 | —   | —   | 0–5 | 1–3 | —   | —   |
| Glacis United    | 0–2 | 0–9 | 4–0 | —    | —   | —   | —   | 1–3 | —   | 2–3 | 0–5 | —   |
| Lincoln Red Imps | —   | —   | 9–1 | —    | 3–0 | 8–0 | —   | —   | 4–0 | 2–0 | —   | —   |
| Lions Gibraltar  | 6–4 | —   | —   | 2–5  | 0–0 | —   | 1–7 | —   | 0–0 | —   | —   | 0–4 |
| Lynx             | —   | 2–0 | 4–0 | —    | —   | 3–2 | —   | —   | —   | 5–0 | 5–1 | —   |
| Manchester 62    | 0–0 | 0–2 | —   | 0–7  | —   | —   | —   | 0–3 | —   | —   | 1–4 | —   |
| Mons Calpe       | —   | —   | —   | 0–7  | 0–2 | —   | 0–2 | 1–1 | —   | —   | —   | 0–6 |
| St Joseph's      | 2–0 | —   | 7–0 | —    | 5–0 | 8–1 | 2–1 | —   | 1–1 | 3–0 | —   | —   |

## Mästerskapsgruppen

### Poängtabell
| Nr | Lag                   | S  | V  | O | F  | GM | IM | MS  | P  |
| -- | --------------------- | -- | -- | - | -- | -- | -- | --- | -- |
| 1  | Europa                | 17 | 16 | 1 | 0  | 85 | 9  | +76 | 49 |
| 2  | St Joseph's           | 17 | 14 | 2 | 1  | 58 | 15 | +43 | 44 |
| 3  | Lincoln Red Imps (RM) | 17 | 13 | 0 | 4  | 68 | 15 | +53 | 39 |
| 4  | Lynx                  | 17 | 9  | 2 | 6  | 37 | 30 | +7  | 29 |
| 5  | Bruno's Magpies (U)   | 17 | 7  | 0 | 10 | 29 | 41 | −12 | 21 |
| 6  | Lions Gibraltar       | 17 | 4  | 3 | 10 | 30 | 55 | −25 | 15 |

### Resultattabell
| Hemma \ Borta    | BRU | EUR | LRI | LGI | LYN | STJ |
| Bruno's Magpies  | —   | 0–5 | 1–5 | —   | —   | 1–2 |
| Europa           | —   | —   | —   | 5–0 | 5–0 | 3–1 |
| Lincoln Red Imps | —   | 0–2 | —   | 7–1 | 5–0 | —   |
| Lions Gibraltar  | 2–3 | 0–7 | —   | —   | 2–3 | —   |
| Lynx             | 3–1 | —   | 1–3 | —   | —   | 2–3 |
| St Joseph's      | 3–1 | —   | 1–0 | 5–3 | —   | —   |

## Utmanargruppen

### Poängtabell
| Nr | Lag               | S  | V  | O | F  | GM | IM | MS  | P  |
| -- | ----------------- | -- | -- | - | -- | -- | -- | --- | -- |
| 7  | Mons Calpe        | 18 | 10 | 3 | 5  | 49 | 29 | +20 | 33 |
| 8  | Europa Point (U)  | 18 | 7  | 4 | 7  | 35 | 38 | −3  | 25 |
| 9  | Manchester 62 (U) | 18 | 6  | 1 | 11 | 21 | 49 | −28 | 19 |
| 10 | Boca Gibraltar    | 17 | 4  | 4 | 9  | 30 | 45 | −15 | 16 |
| 11 | Glacis United     | 17 | 3  | 1 | 13 | 21 | 56 | −35 | 10 |
| 12 | College 1975      | 18 | 0  | 1 | 17 | 18 | 99 | −81 | 1  |

### Resultattabell
| Hemma \ Borta  | BOC | COL | EPO | GLA | MAN | MON  |
| Boca Gibraltar | —   | 7–5 | 2–4 | —   | —   | 0–2  |
| College 1975   | —   | —   | 2–6 | 1–2 | —   | 0–6  |
| Europa Point   | 2–1 | 5–5 | —   | 2–1 | 3–1 | —    |
| Glacis United  | 2–2 | —   | —   | —   | 1–2 | 0–1  |
| Manchester 62  | 1–2 | 5–0 | —   | 1–0 | —   | 1–11 |
| Mons Calpe     | —   | 1–0 | 1–1 | —   | 3–0 | —    |

## Skytteligan
| Rank | Spelare                        | Lag              | Mål |
| ---- | ------------------------------ | ---------------- | --- |
| 1    | Juan Francisco García Peña     | St Joseph's      | 24  |
| 2    | Liam Walker                    | Europa           | 21  |
| 3    | Kike Gómez                     | Lincoln Red Imps | 15  |
| 4    | Manu Dimas                     | Europa           | 14  |
| 5    | Germán Cortés                  | Boca Gibraltar   | 12  |
| 5    | Juan Pedro Rico Domínguez      | Europa           | 12  |
| 5    | Alberto Caravaca               | Lions Gibraltar  | 12  |
| 5    | Salvador Manuel Alegre Delgado | St Joseph's      | 12  |
| 9    | Sergio Molina Rivero           | Lincoln Red Imps | 9   |
| 9    | Antonio Jesús Ramos Rincón     | Lincoln Red Imps | 9   |